# تريسي أرنولد
تريسي أرنولد (بالإنجليزية: Tracy Arnold)‏ هي ممثلة أمريكية، ولدت في 11 أغسطس 1962 بأوستن في الولايات المتحدة.

## وصلات خارجية
- تريسي أرنولد على موقع IMDb (الإنجليزية)
- تريسي أرنولد على موقع قاعدة بيانات الفيلم (الإنجليزية)